# جایزه نخل سگ
 جایزه نخل سگ از سال ٢٠٠١ در بخش جنبی جشنواره فیلم کن توسط منتقدان بین‌المللی فیلم برگزار می‌شود. این جایزه یکی از پربیننده‌ترین مراسم جنبی جشنواره کن است که هرسال به یک سگ زنده یا انیمیشن تعلق می‌گیرد. جایزه «نخل سگ» به‌همراه تندیس آن که شامل یک قلاده الماس نشان که روی آن کلمات «نخل سگ» نوشته شده است.